# Руше, Жак
Жак Руше́ (1862, Люнель —1957, Париж) — французский театральный деятель, режиссёр. Сын математика Эжена Руше (1832—1910).
Родился в Люнеле, городке между Нимом и Монпелье. Учился в Париже в Политехнической школе (выпуск 1882 года) и затем в Институте политических исследований, после чего работал в различных министерствах. Был назначен главой комиссариата по организации парижской Всемирной выставки 1889 года. По результатам этой работы был награждён орденом Почётного легиона.
В 1907 году приобрёл журнал la Grande Revue Фернана Лабори, придал ему культурную направленность.
Увлёкшись авангардным театром, Руше решил заняться этим видом искусства. В 1910 году он взял в аренду на три сезона парижский «Театр искусств» (символистский театр, ориентированный на Поля Фора и Орельена Люнье-По), и руководил им до 1913 года. В том же году опубликовал свой театральный манифест — книгу «Современное театральное искусство», посвящённую творчеству Гордона Крэга, Георга Фукса, Адольфа Аппиа, Макса Рейнхардта, Константина Станиславского, Всеволода Мейерхольда.
В 1914 году был назначен директором Парижской оперы, руководил этим театром по 1945 год. Руше провёл в Опере серьёзную административную реформу и полностью пересмотрел репертуар. Благодаря ему в афише театра появились такие оперы зарубежных авторов, как «Кавалер розы» Рихарда Штрауса, «Турандот» Джакомо Пуччини, «Золотой петушок» Николая Римского-Корсакова. Также Руше пригласил в театр таких современных французских композиторов, как Венсан д’Энди и Дариус Мийо. Он принимал участие в постановке опер «Легенда о св. Кристофе» Венсана д’Энди (1920), «Троянцы» Гектора Берлиоза (1921), «Пармская обитель» Анри Соге (1939), «Медея» Дариуса Мийо (1940), «Антигона» Артюра Онеггера (1943) и др. В то же время он вернул в репертуар старинную французскую музыку — Люлли, Рамо и Глюка.
По инициативе Руше на сцене Гранд-опера выступали балетная труппа Дягилева, балерина Анна Павлова, танцовщица фламенко Архентина и др. В 1929 году, сразу после смерти Дягилева, Руше пригласил Сержа Лифаря руководить балетной труппой.
Обладая художественным вкусом, Руше для оформления новых постановок стремился приглашать известных художников своего времени — так, спектакли в Пале-Гарнье оформляли Джорджо де Кирико, Морис Дени, Рауль Дюфи, Мари Лорансон, Фернан Леже, Андре Массон, Педро Прюна.